# Das Traumhotel – Afrika
Afrika ist der Titel eines deutsch-österreichischen Liebesfilms aus dem Jahr 2007. Der Fernsehfilm ist der siebte Teil der Filmreihe Das Traumhotel.

## Handlung
In seiner Eigenschaft als neuer Generalmanager der Siethoff-Gruppe besucht Markus Winter das Luxushotel in Südafrika, wo seine Tochter Leonie als Direktionsassistentin tätig ist. Leonie engagiert sich voller Idealismus auch für die Umweltorganisation der kämpferischen Aktivistin Sunita. Diese Organisation setzt sich für Ureinwohner und Tierwelt ein und möchte den Bau eines neuen Golfplatzes durch eine Investorengruppe verhindern. Unglücklicherweise führen die Repräsentanten dieser Gruppe gerade eine Tagung in Markus‘ Hotel durch, als es auf dem Gelände des Hotels zu einer Demonstration der Umweltorganisation kommt. Markus hat zwar Sympathie für das Engagement der Tochter, sieht sich aber den Beschwerden der Investoren ausgesetzt und verweist die Demonstranten vom Hotelgelände.
Markus‘ guter Freund Frank Wössner ist mit seinen drei Kindern Mia, Theo und Lola im Traumhotel abgestiegen. Die Kinder sind nach dem Tod der Mutter fleißig auf der Suche nach einer neuen Mama. Die hübsche und warmherzige Rosa, als Kindermädchen zur Entlastung von Frank engagiert, würde nicht nur den Kindern, sondern auch dem Vater sehr gut gefallen. Rosa jedoch befindet sich in einem Gewissenskonflikt, denn sie ist Novizin und kurz davor, ihr Gelübde abzulegen. Schließlich siegt aber die Liebe zu Frank.
Sandra Saarberg befindet sich mit ihrem Freund Thorsten Hellner eigentlich nur auf einem Zwischenstopp im Traumhotel. Beide wollen heiraten, jedoch ist Sandra von ihrem bisherigen Ehemann Robert, der seit Jahren in der Nähe auf einer Farm lebt, noch nicht geschieden. Sandra lässt sich von Markus zu dieser Farm fliegen und möchte die Scheidung über die Bühne bringen. Voller Verwunderung stellt sie fest, dass Robert seinen Lebensstil in Afrika völlig umgestellt hat. Der einstige Geschäftsmann kümmert sich nun selbstlos um verletzte Tiere. Sandra beginnt, Robert mit anderen Augen zu sehen. Letztendlich entscheidet sie sich gegen Thorsten und bleibt bei Robert.
Als Leonie nach einem Verkehrsunfall im Busch von den einheimischen Zulu aufopfernd gepflegt wird, lernt Markus die Kultur und Gastfreundschaft der Ureinwohner besser kennen. In der Folge sucht und findet er eine Lösung bezüglich des Golfplatzbaus, die sowohl dem Interesse der Ureinwohner als auch dem der Investorengruppe gerecht wird. Die Gruppe beteiligt sich an Golfplätzen des Hotels und verzichtet auf einen Neubau, der Erlös des Verkaufs geht in ein Zulu-Entwicklungsprojekt.

## Produktion
Das Traumhotel – Afrika wurde vom 30. Mai bis 26. Juni 2006 in Südafrika (Sun City, Pilanesberg-Nationalpark, Glen Afric) gedreht. Die Kostüme schuf Christoph Birkner, das Szenenbild stammt von Walter Dreier. Der Film erlebte seine Premiere am 19. Januar 2007 im Ersten.

## Kritik
TV Spielfilm  sieht in der  Traumhotel-Episode Afrika  eine „Folklore-Operette mit einschläfernder Wirkung“.